# Lasioserica thoracica
Lasioserica thoracica är en skalbaggsart som beskrevs av Brenske 1898. Lasioserica thoracica ingår i släktet Lasioserica och familjen Melolonthidae. Inga underarter finns listade i Catalogue of Life.